# Damage, Inc.
Damage, Inc. est la dernière piste du 3e album de Metallica, Master of Puppets, sorti en mars 1986. À l'instar de Battery, Damage, Inc. débute par une partie claire et assez lente. Ici, c'est la guitare basse avec une pédale wah-wah qui est utilisée pour jouer cette partie avant que la batterie et les guitares saturées ne reproduisent pratiquement la même structure que sur Battery.
L'intro particulière a été entièrement jouée à la basse, en multi-piste, par Cliff Burton, qui, contrairement à la rumeur, n'a pas inversé la basse, mais a joué sur une augmentation du volume partant de zéro, pour chaque notes, ce qui donne cette impression de notes inversées. Cliff avait décrit l'intro dans une interview donnée en 1986 à Harald Oimoen, pour les magazines Thrash Metal (USA) et Rock Hard (Allemagne) : "It's about eight or 12 tracks of bass, a lot of harmonies and volume swells and effects and stuff. I would hesitate to call it a bass solo, it's more just an intro, but it is all bass." ("C'est environ huit ou douze pistes de basse, beaucoup d'harmonies, de jeu de volume, d'effets et autres trucs. J'hésiterai à appeler ça un solo de basse, c'est plus une intro, mais entièrement à la basse").

## Formation
- James Hetfield : Chants, guitare rythmique
- Lars Ulrich : Batterie
- Cliff Burton : Basse & chœurs
- Kirk Hammett : Guitare solo

## Paroles
C'est un morceau violent, à l’image du thème de la chanson : la violence. Les paroles « fuck it all and fucking no regrets » seront réutilisées dans la chanson St anger.
Il s'agit de la dernière piste d'un album qui traite le thème d'hommes réduits à l'état de marionnettes (« puppets »), rendus esclaves par leur propre violence (Battery), la drogue (chanson-titre Master of Puppets), la folie et les asiles (Welcome Home), l'armée (Disposable Heroes) ou encore les prédicateurs religieux corrompus ou les sectes (Leper Messiah). Damage, Inc. est une incitation à rompre les chaînes qui réduisent l'humanité à l'esclavage.